# Liste de points extrêmes de la France
Voici une liste des points extrêmes de la France.

## Latitude et longitude

### France métropolitaine continentale
| Bray-Dunes Lauterbourg San-Giuliano Puig de Coma Negra Écueil de Lavezzi Pointe de Corsen Phare de Nividic Menton Cerbère Hendaye |

Cette liste comprend uniquement le territoire formé par la partie métropolitaine continentale de la France (à l'exclusion des îles) :
- nord : Bray-Dunes, Nord (51° 05′ 21″ N, 2° 32′ 43″ E) ;
- est : Lauterbourg, Bas-Rhin (48° 58′ 02″ N, 8° 13′ 50″ E) ;
- sud : puig de Coma Negra, Lamanère, Pyrénées-Orientales (42° 19′ 58″ N, 2° 31′ 58″ E) ;
- ouest : pointe de Corsen, Plouarzel, Finistère (48° 24′ 46″ N, 4° 47′ 44″ O).

En plus de cette liste des points de latitude et longitude extrêmes, on peut établir une autre liste de points extrêmes représentant les sommets de l'hexagone que forme approximativement la carte de France métropolitaine continentale :
- sommet nord : Bray-Dunes, Nord (51° 05′ 21″ N, 2° 32′ 43″ E) ;
- sommet nord-est : Lauterbourg, Bas-Rhin (48° 58′ 02″ N, 8° 13′ 50″ E) ;
- sommet sud-est : Garavan, Menton, Alpes-Maritimes (43° 47′ 03″ N, 7° 31′ 48″ E) ;
- sommet sud : Cerbère, Pyrénées-Orientales (42° 26′ 07″ N, 3° 10′ 29″ E) ;
- sommet sud-ouest : embouchure de la Bidassoa, Hendaye, Pyrénées-Atlantiques (43° 22′ 45″ N, 1° 47′ 16″ O) ;
- sommet nord-ouest : pointe de Corsen, Plouarzel, Finistère (48° 24′ 46″ N, 4° 47′ 44″ O).

### France métropolitaine
Cette liste comprend le territoire formé par la France métropolitaine, c’est-à-dire le territoire continental situé en Europe et les îles proches, y compris la Corse :
- nord : Bray-Dunes, Nord (51° 04′ 18″ N, 2° 31′ 42″ E) ;
- est : plage de Fiorentine, San-Giuliano, Haute-Corse (42° 16′ 56″ N, 9° 33′ 36″ E) ;
- sud : écueil de Lavezzi, îles Lavezzi, Bonifacio, Corse-du-Sud (41° 19′ N, 9° 15′ E) ;
- ouest : phare de Nividic, Ouessant, Finistère (48° 26′ 45″ N, 5° 09′ 04″ O).

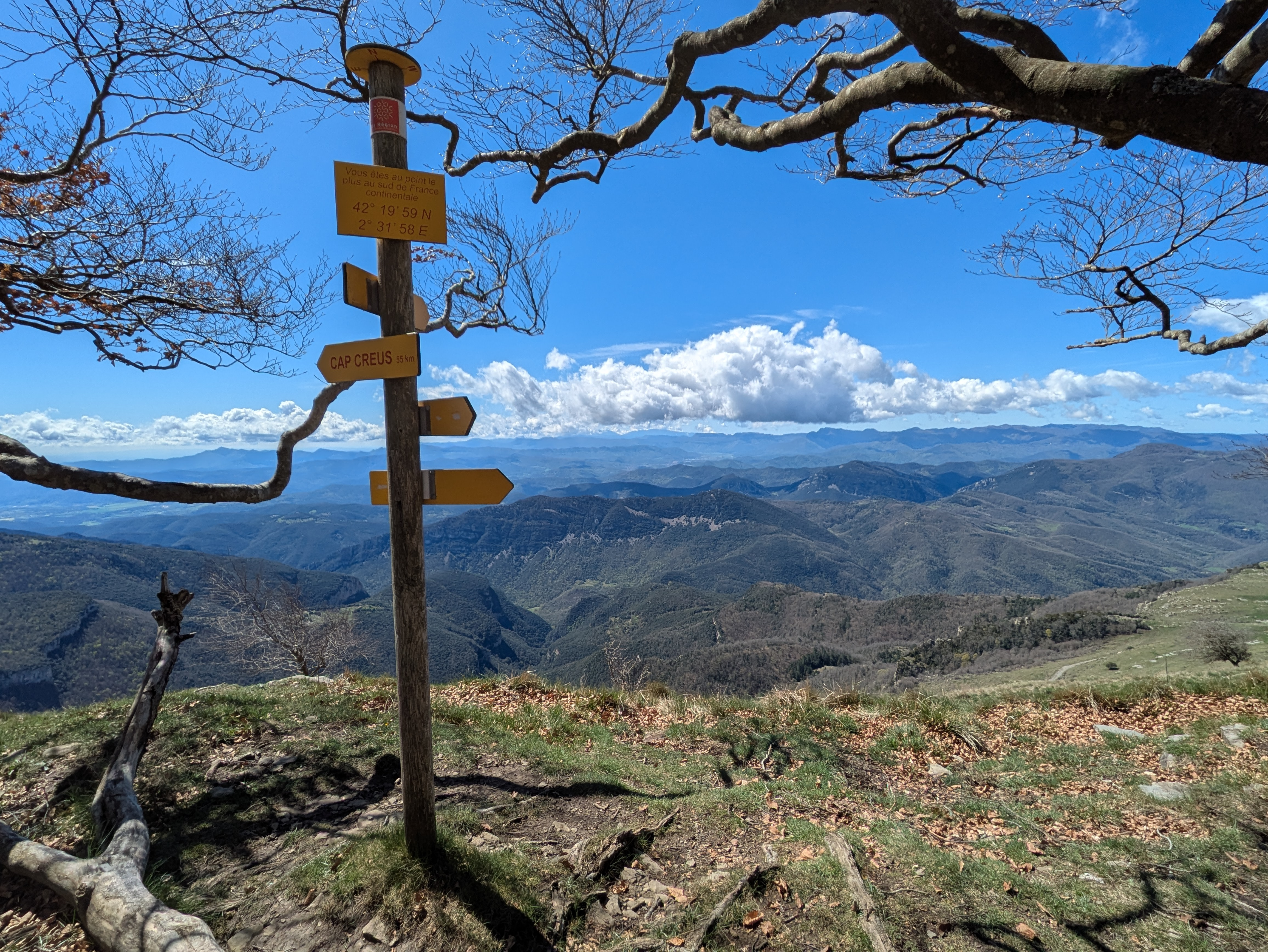
Puig de Coma Negra, point le plus au sud de France métropolitaine continentale.
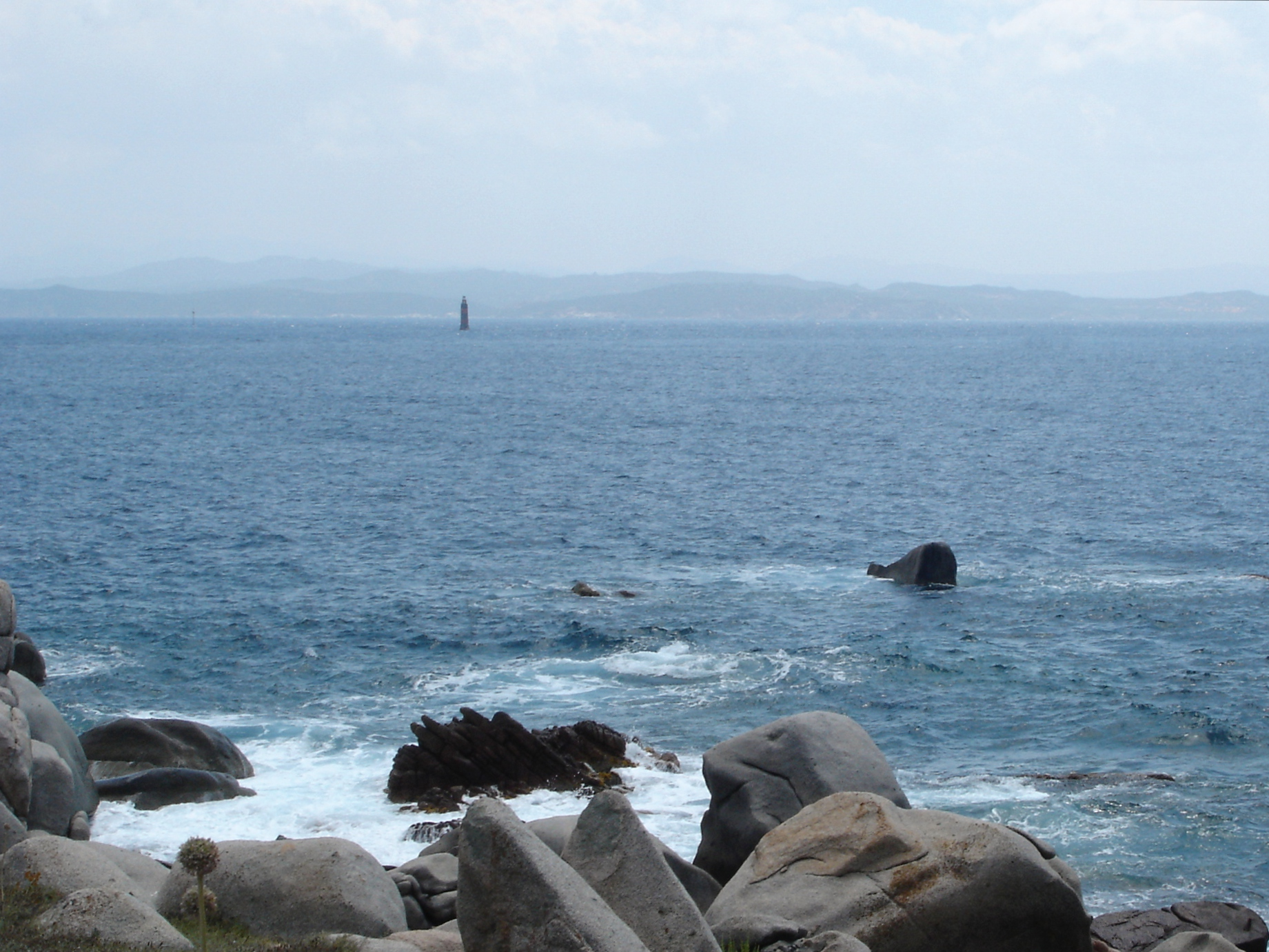
Écueil de Lavezzi, point le plus au sud de France métropolitaine.

### France métropolitaine et départements d'outre-mer
| Bray-Dunes Pointe des Cascades Pointe de Langevin Pointe Ferry Îles de Boynes Toloke Manuae Île Hunter Île Wallis |

Cette liste inclut les départements d'outre-mer :
- nord : Bray-Dunes, Nord (51° 05′ N, 2° 32′ E) ;
- est : pointe des Cascades, Sainte-Rose, La Réunion (21° 06′ S, 55° 47′ E) ;
- sud : pointe de Langevin, Saint-Joseph, La Réunion (21° 22′ S, 55° 37′ E) ;
- ouest : pointe Ferry, Guadeloupe, (16° 16′ N, 61° 48′ O).

### Toutes zones
Cette liste inclut toutes les autres divisions administratives de la France : collectivités d'outre-mer, Nouvelle-Calédonie, Terres australes et antarctiques françaises (hormis la terre Adélie), îles Éparses de l'océan Indien et île Clipperton.
- nord : Bray-Dunes, Nord (51° 05′ N, 2° 32′ E) ; la France possède également la base Jean-Corbel, une base de recherche scientifique française située à proximité de Ny-Ålesund, sur l'archipel du Svalbard (78° 54′ N, 12° 07′ E) ;
- sud : îles de Boynes, au sud de la Grande Terre des îles Kerguelen, Terres australes et antarctiques françaises (50° 01′ S, 68° 52′ E)[1].
- ouest :
  - le point le plus à l'ouest en termes de longitude : Toloke, Futuna, Wallis-et-Futuna (14° 42′ S, 178° 33′ O) ;
  - le point à l'est de la ligne de changement de date le plus proche de celle-ci : Manuae, Polynésie française (16° 31′ S, 154° 42′ O).
- est :
  - le point le plus à l'est en termes de longitude : île Hunter, Nouvelle-Calédonie (22° 31′ S, 172° 06′ E, à 16 844 km de Paris[2])[3] ;
  - le point à l'ouest de la ligne de changement de date le plus proche de celle-ci : Nukuhifala, île Wallis, Wallis-et-Futuna (13° 17′ 20″ S, 176° 07′ 27″ O).

### Par région ou département de France métropolitaine
| Région ou département                   | Nord                                          | Est                                                                  | Sud                                    | Ouest                                                       |
| --------------------------------------- | --------------------------------------------- | -------------------------------------------------------------------- | -------------------------------------- | ----------------------------------------------------------- |
| Alsace (Grand Est)                      | Wissembourg (Bas-Rhin)                        | Lauterbourg (Bas-Rhin)                                               | Lucelle (Haut-Rhin)                    | Altwiller (Bas-Rhin)                                        |
| Bas-Rhin                                | Wissembourg                                   | Lauterbourg                                                          | Marckolsheim                           | Altwiller                                                   |
| Haut-Rhin                               | Rombach-le-Franc                              | Geiswasser                                                           | Lucelle                                | Sewen                                                       |
| Aquitaine (Nouvelle-Aquitaine)          | Busserolles (Dordogne)                        | Nadaillac (Dordogne)                                                 | Urdos (Pyrénées-Atlantiques)           | Hendaye (Pyrénées-Atlantiques)                              |
| Dordogne                                | Busserolles                                   | Nadaillac                                                            | Loubejac                               | La Roche-Chalais                                            |
| Gironde                                 | Le Verdon-sur-Mer                             | Saint-Avit-Saint-Nazaire                                             | Captieux                               | Lège-Cap-Ferret                                             |
| Landes                                  | Sanguinet                                     | Arx                                                                  | Oeyregave                              | Tarnos                                                      |
| Lot-et-Garonne                          | Villeneuve-de-Duras                           | Sauveterre-la-Lémance                                                | Sainte-Maure-de-Peyriac                | Allons                                                      |
| Pyrénées-Atlantiques                    | Portet                                        | Montaner                                                             | Urdos                                  | Hendaye                                                     |
| Auvergne (Auvergne-Rhône-Alpes)         | Château-sur-Allier (Allier)                   | Riotord (Haute-Loire)                                                | Montmurat (Cantal)                     | Siran (Cantal)                                              |
| Allier                                  | Château-sur-Allier                            | Avrilly et Chassenard                                                | Lavoine                                | Saint-Palais                                                |
| Cantal                                  | Beaulieu                                      | Chazelles                                                            | Montmurat                              | Siran                                                       |
| Haute-Loire                             | Chassignolles                                 | Riotord                                                              | Pradelles                              | Saint-Étienne-sur-Blesle                                    |
| Puy-de-Dôme                             | Lapeyrouse                                    | La Chaulme                                                           | Anzat-le-Luguet                        | Fernoël                                                     |
| Bourgogne (Bourgogne-Franche-Comté)     | Perceneige (Yonne)                            | Cléry (Côte-d'Or)                                                    | Coublanc (Saône-et-Loire)              | Neuvy-sur-Loire (Nièvre) et Rogny-les-Sept-Écluses (Yonne)  |
| Côte-d'Or                               | Grancey-sur-Ource                             | Cléry                                                                | Santenay                               | Saint-Andeux                                                |
| Nièvre                                  | Arquian                                       | Alligny-en-Morvan                                                    | Tresnay                                | Neuvy-sur-Loire                                             |
| Saône-et-Loire                          | Chissey-en-Morvan                             | Beauvernois                                                          | Coublanc                               | Cronat                                                      |
| Yonne                                   | Perceneige                                    | Jully                                                                | Quarré-les-Tombes                      | Rogny-les-Sept-Écluses                                      |
| Bretagne                                | Plougrescant (Côtes-d'Armor)                  | Le Pertre (Ille-et-Vilaine)                                          | Locmaria (Morbihan)                    | Ouessant (Finistère)                                        |
| Côtes-d'Armor                           | Plougrescant                                  | Pleudihen-sur-Rance                                                  | Le Cambout                             | Plestin-les-Grèves                                          |
| Finistère                               | Île de Batz                                   | Guilligomarc'h                                                       | Clohars-Carnoët                        | Ouessant                                                    |
| Ille-et-Vilaine                         | Cancale                                       | Le Pertre                                                            | Redon                                  | Gaël                                                        |
| Morbihan                                | Saint-Aignan                                  | Quelneuc                                                             | Locmaria                               | Roudouallec                                                 |
| Centre-Val de Loire                     | Guainville (Eure-et-Loir)                     | Montcorbon (Loiret)                                                  | Bonneuil (Indre)                       | Candes-Saint-Martin (Indre-et-Loire)                        |
| Cher                                    | Clémont                                       | Cuffy                                                                | Préveranges                            | Saint-Outrille                                              |
| Eure-et-Loir                            | Guainville                                    | Barmainville                                                         | Charray                                | Nogent-le-Rotrou                                            |
| Indre                                   | La Vernelle                                   | Pérassay                                                             | Bonneuil                               | Néons-sur-Creuse                                            |
| Indre-et-Loire                          | Épeigné-sur-Dême                              | Nouans-les-Fontaines                                                 | Tournon-Saint-Pierre                   | Candes-Saint-Martin                                         |
| Loir-et-Cher                            | Le Gault-Perche                               | Souesmes                                                             | Châteauvieux                           | Villedieu-le-Château                                        |
| Loiret                                  | Rouvres-Saint-Jean                            | Montcorbon                                                           | Pierrefitte-ès-Bois                    | Villamblain                                                 |
| Champagne-Ardenne (Grand Est)           | Givet (Ardennes)                              | Enfonvelle (Haute-Marne)                                             | Occey (Haute-Marne)                    | Courceroy (Aube)                                            |
| Ardennes                                | Givet                                         | Margny                                                               | Condé-lès-Autry                        | Brienne-sur-Aisne                                           |
| Aube                                    | Poivres                                       | Longchamp-sur-Aujon                                                  | Channes                                | Courceroy                                                   |
| Marne                                   | Saint-Étienne-sur-Suippe                      | Belval-en-Argonne                                                    | Clesles                                | Réveillon                                                   |
| Haute-Marne                             | Chancenay                                     | Enfonvelle                                                           | Occey                                  | Longeville-sur-la-Laines                                    |
| Corse                                   | Île de la Giraglia, Ersa (Haute-Corse)        | Plage de Fiorentine, San-Giuliano (Haute-Corse)                      | Îles Lavezzi, Bonifacio (Corse-du-Sud) | Île de Gargalo, Osani (Corse-du-Sud)                        |
| Corse-du-Sud                            | Punta Nera, Osani                             | Littoral au pied de la Guardia, Conca                                | Îles Lavezzi, Bonifacio                | Île de Gargalo, Osani                                       |
| Haute-Corse                             | Île de la Giraglia, Ersa                      | Plage de Fiorentine, San-Giuliano                                    | Confluent Solenzara-Fiumicelli, Solaro | Punta Nera, Galéria                                         |
| Franche-Comté (Bourgogne-Franche-Comté) | Ambiévillers (Haute-Saône)                    | Réchésy (Territoire de Belfort)                                      | Thoirette (Jura)                       | Annoire (Jura)                                              |
| Doubs                                   | Le Vernoy                                     | Montancy                                                             | Chapelle-des-Bois                      | Jallerange                                                  |
| Jura                                    | Mutigney                                      | Bois-d'Amont                                                         | Thoirette                              | Annoire                                                     |
| Haute-Saône                             | Ambiévillers                                  | Plancher-les-Mines                                                   | Malans                                 | Lœuilley                                                    |
| Territoire de Belfort                   | Riervescemont                                 | Réchésy                                                              | Croix                                  | Auxelles-Haut                                               |
| Île-de-France                           | Saint-Clair-sur-Epte (Val-d'Oise)             | Louan-Villegruis-Fontaine (Seine-et-Marne)                           | Beaumont-du-Gâtinais (Seine-et-Marne)  | Blaru (Yvelines)                                            |
| Essonne                                 | Bièvres                                       | Varennes-Jarcy                                                       | Angerville                             | Chatignonville                                              |
| Hauts-de-Seine                          | Gennevilliers                                 | Villeneuve-la-Garenne                                                | Antony                                 | Vaucresson                                                  |
| Paris                                   | Quai de l'Allier (19e arrondissement)         | Avenue de la Belle-Gabrielle, Bois de Vincennes (12e arrondissement) | Avenue de Mazagran (14e arrondisement) | Passerelle de l'Avre, Bois de Boulogne (16e arrondissement) |
| Seine-et-Marne                          | Crouy-sur-Ourcq                               | Louan-Villegruis-Fontaine                                            | Beaumont-du-Gâtinais                   | Nanteau-sur-Essonne                                         |
| Seine-Saint-Denis                       | Tremblay-en-France                            | Vaujours                                                             | Noisy-le-Grand                         | Épinay-sur-Seine                                            |
| Val-de-Marne                            | Fontenay-sous-Bois                            | La Queue-en-Brie                                                     | Périgny                                | Fresnes                                                     |
| Val-d'Oise                              | Saint-Clair-sur-Epte                          | Vémars                                                               | Bezons                                 | La Roche-Guyon                                              |
| Yvelines                                | Gommecourt                                    | Houilles                                                             | Allainville                            | Blaru                                                       |
| Languedoc-Roussillon (Occitanie)        | Paulhac-en-Margeride (Lozère)                 | Villeneuve-lès-Avignon (Gard)                                        | Lamanère (Pyrénées-Orientales)         | Molandier (Aude)                                            |
| Aude                                    | Laprade                                       | Fleury                                                               | Le Bousquet                            | Molandier                                                   |
| Gard                                    | Malons-et-Elze                                | Villeneuve-lès-Avignon                                               | Le Grau-du-Roi                         | Revens                                                      |
| Hérault                                 | Moulès-et-Baucels                             | Marsillargues                                                        | Vendres                                | Félines-Minervois                                           |
| Lozère                                  | Paulhac-en-Margeride                          | Pied-de-Borne                                                        | Meyrueis                               | Nasbinals                                                   |
| Pyrénées-Orientales                     | Opoul-Périllos                                | Cerbère                                                              | Lamanère                               | Porta                                                       |
| Limousin (Nouvelle-Aquitaine)           | Nouziers (Creuse)                             | Charron (Creuse)                                                     | Liourdres (Corrèze)                    | Maisonnais-sur-Tardoire (Haute-Vienne)                      |
| Corrèze                                 | Peyrelevade                                   | Laroche-près-Feyt                                                    | Liourdres                              | Segonzac                                                    |
| Creuse                                  | Nouziers                                      | Charron                                                              | Saint-Martial-le-Vieux                 | Saint-Maurice-la-Souterraine                                |
| Haute-Vienne                            | Saint-Martin-le-Mault                         | Rempnat                                                              | Glandon                                | Maisonnais-sur-Tardoire                                     |
| Lorraine (Grand Est)                    | Breux (Meuse)                                 | Sturzelbronn (Moselle)                                               | Saint-Maurice-sur-Moselle (Vosges)     | Rancourt-sur-Ornain (Meuse)                                 |
| Meurthe-et-Moselle                      | Mont-Saint-Martin                             | Raon-lès-Leau                                                        | Aboncourt                              | Othe                                                        |
| Meuse                                   | Breux                                         | Beney-en-Woëvre                                                      | Dainville-Bertheléville                | Rancourt-sur-Ornain                                         |
| Moselle                                 | Rédange                                       | Sturzelbronn                                                         | Turquestein-Blancrupt                  | Vionville                                                   |
| Vosges                                  | Raon-sur-Plaine                               | Lubine                                                               | Saint-Maurice-sur-Moselle              | Trampot                                                     |
| Midi-Pyrénées (Occitanie)               | Cressensac (Lot)                              | Sauclières (Aveyron)                                                 | L'Hospitalet-près-l'Andorre (Ariège)   | Arrens-Marsous (Hautes-Pyrénées)                            |
| Ariège                                  | Lézat-sur-Lèze                                | Carcanières                                                          | L'Hospitalet-près-l'Andorre            | Saint-Lary                                                  |
| Aveyron                                 | Thérondels                                    | Sauclières                                                           | Mélagues                               | Salvagnac-Cajarc                                            |
| Haute-Garonne                           | Le Born                                       | Revel                                                                | Bagnères-de-Luchon                     | Lécussan                                                    |
| Gers                                    | Pergain-Taillac                               | Pujaudran                                                            | Mont-d'Astarac                         | Ségos                                                       |
| Lot                                     | Cressensac                                    | Montredon                                                            | Castelnau-Montratier                   | Soturac                                                     |
| Hautes-Pyrénées                         | Saint-Lanne                                   | Saléchan                                                             | Saint-Lary-Soulan                      | Arrens-Marsous                                              |
| Tarn                                    | Jouqueviel                                    | Murat-sur-Vèbre                                                      | Les Cammazes                           | Beauvais-sur-Tescou                                         |
| Tarn-et-Garonne                         | Montaigu-de-Quercy                            | Laguépie                                                             | Le Causé                               | Dunes                                                       |
| Nord-Pas-de-Calais (Hauts-de-France)    | Bray-Dunes (Nord)                             | Baives (Nord)                                                        | Anor (Nord)                            | Berck (Pas-de-Calais)                                       |
| Nord                                    | Bray-Dunes                                    | Baives                                                               | Anor                                   | Grand-Fort-Philippe                                         |
| Pas-de-Calais                           | Oye-Plage                                     | Epinoy                                                               | Morval                                 | Berck                                                       |
| Basse-Normandie (Normandie)             | Saint-Germain-des-Vaux et Auderville (Manche) | Bretoncelles (Orne)                                                  | Ceton (Orne)                           | Auderville et Jobourg (Manche)                              |
| Calvados                                | Ablon                                         | La Vespière                                                          | Truttemer-le-Petit                     | Saint-Aubin-des-Bois                                        |
| Manche                                  | Saint-Germain-des-Vaux et Auderville          | Ger                                                                  | Montanel                               | Auderville et Jobourg                                       |
| Orne                                    | Saint-Aubin-de-Bonneval                       | Bretoncelles                                                         | Ceton                                  | Mantilly                                                    |
| Haute-Normandie (Normandie)             | Eu (Seine-Maritime)                           | Aumale (Seine-Maritime)                                              | Chennebrun (Eure)                      | Sainte-Adresse (Seine-Maritime)                             |
| Eure                                    | Quillebeuf-sur-Seine                          | Gisors                                                               | Chennebrun                             | Beuzeville                                                  |
| Seine-Maritime                          | Eu                                            | Aumale                                                               | Elbeuf                                 | Sainte-Adresse                                              |
| Pays de la Loire                        | Lignières-Orgères (Mayenne)                   | Gréez-sur-Roc (Sarthe)                                               | Damvix (Vendée)                        | Piriac-sur-Mer (Loire-Atlantique)                           |
| Loire-Atlantique                        | Soulvache                                     | Le Fresne-sur-Loire                                                  | Legé                                   | Piriac-sur-Mer                                              |
| Mayenne                                 | Lignières-Orgères                             | Ravigny                                                              | Daon                                   | Senonnes                                                    |
| Maine-et-Loire                          | La Chapelle-Hullin                            | Meigné-le-Vicomte                                                    | Cholet (Le Puy-Saint-Bonnet)           | La Varenne                                                  |
| Sarthe                                  | Roullée                                       | Gréez-sur-Roc                                                        | Chenu                                  | Souvigné-sur-Sarthe                                         |
| Vendée                                  | Cugand                                        | Benet                                                                | Damvix                                 | Île d'Yeu                                                   |
| Picardie (Hauts-de-France)              | Nampont (Somme)                               | Any-Martin-Rieux (Aisne)                                             | La Celle-sous-Montmirail (Aisne)       | Mers-les-Bains (Somme)                                      |
| Aisne                                   | Fesmy-le-Sart                                 | Any-Martin-Rieux                                                     | La Celle-sous-Montmirail               | Retheuil                                                    |
| Oise                                    | Golancourt                                    | Autrêches                                                            | Lagny-le-Sec                           | Lannoy-Cuillère                                             |
| Somme                                   | Nampont                                       | Ronssoy                                                              | Rollot                                 | Mers-les-Bains                                              |
| Poitou-Charentes (Nouvelle-Aquitaine)   | Saix (Vienne)                                 | Coulonges (Vienne)                                                   | La Clotte (Charente-Maritime)          | Saint-Clément-des-Baleines (Charente-Maritime)              |
| Charente                                | Oradour-Fanais                                | Montrollet                                                           | Bazac                                  | Louzac-Saint-André                                          |
| Charente-Maritime                       | Marans                                        | Saint-Aigulin                                                        | La Clotte                              | Saint-Clément-des-Baleines                                  |
| Deux-Sèvres                             | Saint-Martin-de-Sanzay                        | Limalonges                                                           | Couture-d'Argenson                     | Saint-Hilaire-la-Palud                                      |
| Vienne                                  | Saix                                          | Coulonges-les-Hérolles                                               | Chatain                                | Pouançay                                                    |
| Provence-Alpes-Côte d'Azur              | La Grave (Hautes-Alpes)                       | La Brigue (Alpes-Maritimes)                                          | Îles d'Hyères (terre) (Var)            | Saintes-Maries-de-la-Mer (Bouches-du-Rhône)                 |
| Alpes-de-Haute-Provence                 | Saint-Paul-sur-Ubaye                          | Saint-Paul-sur-Ubaye                                                 | Quinson                                | Revest-du-Bion                                              |
| Hautes-Alpes                            | La Grave                                      | Ristolas                                                             | Éourres                                | Rosans                                                      |
| Alpes-Maritimes                         | Saint-Étienne-de-Tinée                        | La Brigue                                                            | Théoule-sur-Mer                        | Séranon                                                     |
| Bouches-du-Rhône                        | Barbentane                                    | Saint-Paul-lès-Durance                                               | La Ciotat                              | Saintes-Maries-de-la-Mer                                    |
| Var                                     | Châteauvieux                                  | Le Trayas                                                            | Îles d'Hyères (terre)                  | Rians                                                       |
| Vaucluse                                | Valréas                                       | Beaumont-de-Pertuis                                                  | Pertuis                                | Lapalud                                                     |
| Rhône-Alpes (Auvergne-Rhône-Alpes)      | Sermoyer (Ain)                                | Bonneval-sur-Arc (Savoie)                                            | Ferrassières (Drôme)                   | Saint-Priest-la-Prugne (Loire)                              |
| Ain                                     | Sermoyer                                      | Divonne-les-Bains                                                    | Brégnier-Cordon                        | Saint-Bernard                                               |
| Ardèche                                 | Limony                                        | Guilherand-Granges                                                   | Saint-Sauveur-de-Cruzières             | Lespéron                                                    |
| Drôme                                   | Lapeyrouse-Mornay                             | Lus-la-Croix-Haute                                                   | Ferrassières                           | Pierrelatte                                                 |
| Isère                                   | Vertrieu                                      | Saint-Christophe-en-Oisans                                           | Tréminis                               | Saint-Alban-du-Rhône                                        |
| Loire                                   | Urbise                                        | Vérin                                                                | Burdignes                              | Saint-Priest-la-Prugne                                      |
| Rhône                                   | Cenves                                        | Colombier-Saugnieu                                                   | Condrieu                               | Amplepuis                                                   |
| Savoie                                  | Motz                                          | Bonneval-sur-Arc                                                     | Valloire                               | Saint-Genix-sur-Guiers                                      |
| Haute-Savoie                            | Meillerie                                     | Chamonix-Mont-Blanc                                                  | Seythenex                              | Franclens                                                   |

### Par région et département de France d'outre-mer
| Région ou département | Nord                | Est                 | Sud                | Ouest               |
| --------------------- | ------------------- | ------------------- | ------------------ | ------------------- |
| Guadeloupe            | Anse Bertrand       | La Désirade         | Terre-de-Bas       | Deshaies            |
| Guyane                | Awala-Yalimapo      | Ouanary             | Maripasoula        | Grand-Santi         |
| Martinique            | Macouba             | Sainte-Anne         | Sainte-Anne        | Le Prêcheur         |
| Mayotte               | Chissioua Mtsamboro | plage de Moya       | Îlot Bouni         | Chissioua Mtsamboro |
| La Réunion            | Le Barachois        | pointe des Cascades | pointe de Langevin | Saint-Paul          |

## Altitude

### France métropolitaine et départements d'outre-mer
Les limites d'altitude sont situées en France métropolitaine :
- Maximale : mont Blanc, 4 805,59 m (45° 55′ N, 6° 55′ E) ;
- Minimale : étang de Lavalduc, Fos-sur-Mer, Bouches-du-Rhône, - 10 m (43° 28′ N, 4° 58′ E).

## Distance à la mer
Le point le plus éloigné de la mer est situé à Artolsheim (48° 11′ 57″ N, 7° 38′ 19″ E), à 427,85 km de la côte méditerranéenne à Gênes et de l'embouchure de l'Escaut dans la mer du Nord. C'est une sorte de pôle d'inaccessibilité local.

## Particularité géographique
- Une partie du ban de Gatteville-le-Phare (le phare de Gatteville) est située très exactement aux antipodes des îles Antipodes, en Nouvelle-Zélande.
- Le point le plus au nord de la France, situé au point triple entre la commune française de Bray-Dunes, la commune belge de La Panne et la mer du Nord, est également le point le plus à l'ouest de la Belgique.
- L'île française la plus septentrionale est l'île Pelée (adossée à la rade de Cherbourg).